# Trojan Ska Box Set Volume 2
A Trojan Ska Box Set Volume 2 egy három lemezes ska válogatás.  2000-ben adta ki a Trojan Records kiadó.

## Számok

### CD 1
1. Derrick Morgan - The Hop
2. Don Drummond & The Beverley's All Stars - Dragon Weapon
3. Raymond Harper & Carib Beats - Discipline
4. Lloyd Robinson & Glen Brown - Too Late
5. Laurel Aitken - Hey, Bartender
6. Lee Perry - What A Good Wood Man
7. Winston Samuels - My Bride To Be
8. Lord Tanamo - You Belong To My Heart
9. Derrick Harriott - Derrick!
10. Ewan Mcdermott & The Vibrators - Sinners Got A Moaning Heart
11. Riots - Yeah Yeah
12. Jackie Estick - Daisy I Love You
13. The Sounds - Shufflin'
14. The Dreamletts - Really Now
15. Baba Brooks & His Band - Girl's Town Ska
16. The Silvertones - True Confession
17. Lord Creator - Hurry Up

### CD 2
1. Lord Tanamo - Mattie Rag (Aka Ol' Matilda)
2. Tommy McCook & The Supersonics - Out Of Space
3. Justin Hinds & The Dominoes - The Ark
4. Baba Brooks & His Band - Blues
5. Stranger Cole & Ken Boothe - Uno Dos Tres
6. The Maytals - Let's Jump
7. Amos Clarke - Chatty Chatty Woman
8. Don Drummond - Garden Of Love
9. Clive & Naomi - You Are Mine
10. The Blues Blenders - The Girl Next Door
11. Eric Monty Morris - Penny Reel
12. Roy Shirley & Ken Boothe - Calling
13. Derrick Morgan - Don't Call Me Daddy
14. Lyn Taitt & The Comets - Tender Loving Care
15. Horrell Dawkins - Butterfly
16. Ewan Mcdermott & The Vibrators - Don't Bring Me Your Dreams

### CD 3
1. Lord Tanamo - If You Were Mine
2. Val Bennett & His Selected Group - Atlas
3. Derrick Morgan - Look Before You Leap
4. Don Drummond - Man In The Street
5. Frank Cosmo - My Days Are Lonely
6. Raymond Harper & The Carib-Beats - Yours
7. The Skatalites - Street Corner
8. Lee Perry - Give Me Justice
9. Owen Gray - Darling Patricia
10. Roland Alphonso - On The Move
11. Jackie Estick - The Ska
12. The Granville Williams Orchestra - Honky Tonk Ska
13. Desmond Dekker & The Cherry Pies - King Of Ska
14. Tommy McCook & The Supersonics - Ska Jam
15. Derrick Harriott - Monkey Ska
16. Lloyd Brevett - Wayward Ska
17. Ewan Mcdermott & Primo Davidson - Candy Ska

## Külső hivatkozások
- https://web.archive.org/web/20071029112441/http://www.roots-archives.com/release/3765
- http://www.savagejaw.co.uk/trojan/trbcd014.htm Archiválva 2007. december 11-i dátummal a Wayback Machine-ben